# Kärkistensalmi
Kärkistensalmi är ett sund i Finland. Det ligger i Korpilax i landskapet Mellersta Finland, i den södra delen av landet, 210 km norr om huvudstaden Helsingfors. Över sundet går regionväg 610 längs en av Finlands längsta broar.